# Canton de Montmoreau-Saint-Cybard
Le canton de Montmoreau-Saint-Cybard est une ancienne division administrative française, située dans le département de la Charente et la région Nouvelle-Aquitaine.

## Composition
- Aignes-et-Puypéroux
- Bors
- Courgeac
- Deviat
- Juignac
- Montmoreau-Saint-Cybard
- Nonac
- Palluaud
- Poullignac
- Saint-Amant
- Saint-Eutrope
- Saint-Laurent-de-Belzagot
- Saint-Martial
- Salles-Lavalette

## Représentation

### conseillers généraux de 1833 à 2015
| Période | Période      | Identité                                          | Étiquette           | Qualité |
| ------- | ------------ | ------------------------------------------------- | ------------------- | --- |
| 1833    | 1863 (décès) | François Tesnière (1827-1863)                     | Majorité dynastique | Substitut du Procureur impérial à Angoulême Député (1854-1863), propriétaire à Juignac |
| 1863    | 1868 (décès) | Ernest Gellibert des Seguins                      | Majorité dynastique | Président de la société archéologique de la Charente Député au Corps législatif (1859-1868) |
| 1868    | 1883         | Pierre Bourdier-Lanauve                           | Droite bonapartiste | Propriétaire, Maire de Bors-de-Montmoreau, conseiller d'arrondissement |
| 1883    | 1901         | Maurice Tesnière (1858-1921) (fils de F.Tesnière) | Droite              | Avocat à la Cour d'appel de Bordeaux, propriétaire à Juignac |
| 1901    | 1907         | Ernest Auguste Naud                               | Républicain         | Notaire à Saint-Amant |
| 1907    | 1913         | René Brangier                                     | Conservateur        | Propriétaire-agriculteur à Montmoreau |
| 1913    | 1928 (décès) | Maurice Jobit (1855-1928)                         | RG                  | Sous-inspecteur de l'enregistrement, propriétaire à Juignac et à Paris |
| 1928    | 1934         | Amédée Vallade                                    | Rad                 | Cultivateur, maire de Juignac |
| 1934    | 1940 (décès) | Emile Barraud                                     | Rad                 | Négociant à Montmoreau |
|         |              |                                                   |                     | |
| 1943    | 1945         | Jean Jaulin                                       | Droite              | Cheminot, maire de Deviat, conseiller d'arrondissement Nommé conseiller départemental en 1943 |
|         |              |                                                   |                     | |
| 1945    | 1969 (décès) | Gaston Simonnet                                   | RGR puis Rad        | Commerçant Maire de Saint-Amant (1952-1969) |
| 1969    | 1987 (décès) | Guy Simonnet (fils du précédent)                  | Rad puis UDF-Rad.   | Commerçant Maire de Saint-Amant-de-Montmoreau (1969-1987) |
| 1987    | 2015         | Jean-Michel Bolvin                                | RPR puis UMP        | Chirurgien-dentiste Maire de Saint-Amant (1987-2016) puis de Montmoreau (depuis 2017) Président de la Communauté de Communes du Montmorélien Président du Conseil Général (2003-2004) Président de l'Association des Maires de Charente Suppléant du député Georges Chavanes (1988-1997) |

### Conseillers d'arrondissement (de 1833 à 1940)
Le canton de Montmoreau avait deux conseillers d'arrondissement.
Il faisait partie de l'arrondissement de Barbezieux jusqu'à sa disparition en 1936.
| Période | Période      | Identité                              | Étiquette          | Qualité |
| ------- | ------------ | ------------------------------------- | ------------------ | --- |
| 1833    | 1839         | Jacques Bordier-Petit-Maine           |                    | Juge de paix à Montmoreau                                                                                   |
| 1833    | 1839         | M. Geynet                             |                    | Ancien chef de bataillon, propriétaire à Deviat                                                             |
| 1839    | 1858         | M. Delafont                           |                    | Médecin, maire de Montmoreau                                                                                |
| 1839    | 1853 (décès) | François Alexis Tesnières (1789-1853) |                    | Notaire, maire de Saint-Amand puis de Deviat                                                                |
| 1853    | 1861         | M. Montmoreau                         |                    | |
| 1858    | 1864         | M. Lambert                            |                    | Ancien juge de paix, propriétaire à Juignac                                                                 |
| 1861    |              | M. Tesnière                           |                    | Maire de Deviat                                                                                             |
| 1864    | 1868         | Pierre Bourdier-Lanauve               | Bonapartiste       | Maire de Bors-de-Montmoreau                                                                                 |
|         |              |                                       |                    | |
| 1871    | 1898         | François Gratreaud                    | Droite monarchiste | Docteur-médecin à Montmoreau                                                                                |
| 1871    | 1897 (décès) | Guillaume Brangier                    | Droite monarchiste | Propriétaire, maire de Montmoreau                                                                           |
| 1897    | 1901         | Ernest-Auguste Naud                   | Républicain        | Notaire, maire de Saint-Amand-de-Montmoreau Nommé percepteur à Aubeterre en 1908                            |
| 1898    | 1910         | Philippe Tabuteau                     | Droite             | Agriculteur à Aignes-et-Puypéroux, Président des syndicats agricoles de Charente                            |
| 1901    | 1913 (décès) | Charles Ribéreau (1868-1913)          | Droite             | Médecin, adjoint au maire de Montmoreau                                                                     |
| 1910    | 1922         | Maxime Sallier (1875-1953)            | Droite             | Médecin-vétérinaire à Montmoreau                                                                            |
| 1913    | 1934         | Louis Rabier (1878-1954)              | Rad                | Médecin, maire de Montmoreau                                                                                |
| 1922    | 1931         | Emile Barraud                         | Rad                | Négociant à Montmoreau                                                                                      |
| 1931    | 1934         | Rémy Giboin                           | Rad                | Notaire à Saint-Amand-de-Montmoreau                                                                         |
| 1934    | 1940         | Paul Bousseau (1881-1948)             | URD                | Agriculteur, conseiller municipal de Salles-Lavalette                                                       |
| 1934    | 1940         | Jean Jaulin                           | URD                | Cheminot, maire de Deviat                                                                                   |
| 1940    |              |                                       |                    | Les conseils d'arrondissement ont été suspendus par la loi du 12 octobre 1940 et n'ont jamais été réactivés |

Sources : Journal "La Charente" https://gallica.bnf.fr/ark:/12148/cb32740226x/date&rk=21459;2.

## Démographie
| 1968  | 1975  | 1982  | 1990  | 1999  | 2006  | 2011  | 2012  |
| ----- | ----- | ----- | ----- | ----- | ----- | ----- | ----- |
| 5 516 | 5 185 | 5 052 | 4 843 | 4 711 | 4 727 | 4 703 | 4 710 |